# Ryan Lannon
Ryan Lannon (* 14. Dezember 1982 in Grafton, Massachusetts) ist ein ehemaliger US-amerikanischer Eishockeyspieler, der während seiner aktiven Karriere zwischen 2001 und 2018, mit einer Pause zwischen 2013 und 2018, unter anderem in der American Hockey League, der finnischen Liiga und der österreichischen Erste Bank Eishockey Liga (EBEL) auf der Position des Verteidigers gespielt hat.

## Karriere

### College-Karriere
Ryan Lannon begann seine Karriere im USA Hockey National Team Development Program, mit dem er in der Saison 1998/99 in der North American Hockey League spielte. Nach nur einer Saison verließ er das Entwicklungsprogramm wieder und schloss sich den Cushing Academy Penguins an, mit denen er die nächsten zwei Spielzeiten High-School-Eishockey spielte.
Lannon besuchte nach Abschluss der High School die Harvard University und spielte von 2001 bis 2005 in der ECAC, einer Division im Spielbetrieb der National Collegiate Athletic Association. Nach seinem ersten Jahr wurde Ryan im NHL Entry Draft 2002 in der achten Runde an 239. Stelle von den Pittsburgh Penguins aus der National Hockey League ausgewählt und folgte damit seinem Mitspieler bei Harvard und Jugendfreund Noah Welch, der im Jahr zuvor ebenfalls von den Penguins gedraftet worden war. Während seiner College-Karriere verbuchte Lannon 38 Scorerpunkte, davon vier Tore. Er verpasste nur zwei Spiele und gewann mit den Harvard Crimson 2002 und 2004 die ECAC.
Lannon gehörte betreffend seiner Plus/Minus-Bilanz in allen vier College-Saisons zu den Top-3-Spielern. Er wurde in seiner letzten Saison bei Crimsons vom Onlineportal U.S. Hockey Online zum „Unsung Hero“ (Stillen Helden) gewählt. Zudem wurde er ins Second All-Ivy-Team gewählt. Am 3. August 2005 unterzeichnete Lannon – gleichzeitig mit Noah Welch – einen zweijährigen Einstiegsvertrag mit den Pittsburgh Penguins.

### Zeit in der AHL
Lannon wurde für die ganze Dauer seines Einstiegsvertrags zu den Wilkes-Barre/Scranton Penguins in die American Hockey League geschickt, wo er mit den „Baby Pens“ in jeder Saison die Calder-Cup-Playoffs erreichte. Daraufhin verlängerte er seinen Vertrag mit den Penguins am 27. Juli 2007 um ein Jahr. In der Saison 2007/08 wurde er ins NHL-Team berufen. Zu seinem NHL-Debüt kam er trotz zweiwöchiger Mitreise nicht, worauf man ihn wieder ins Farmteam zurückschickte. In 75 AHL-Spielen mit Wilkes-Barre/Scranton erzielte er drei Tore und scorte gesamthaft 13 Punkte. Dazu steuerte während der Playoffs sieben Punkte bei und scheiterte mit seiner Mannschaft erst im Finale an den Chicago Wolves.
Nach drei Jahren bei den Penguins unterzeichnete er als Free Agent am 15. Juli 2008 einen Vertrag bei den Phoenix Coyotes, musste die Saison aber wiederum beim Farmteam, den San Antonio Rampage, verbringen. Am 16. Oktober 2008 wurde er zu den Coyotes berufen, verpasste es jedoch ein weiteres Mal sein Debüt in der NHL zu geben. Im Farmteam verbrachte er den Rest des Spieljahres, wo er in 63 Spielen nur fünf Assists zustande brachte. Trotzdem wurde er nach Ende der Saison zum Rampage-Spieler des Jahres gewählt. Außerdem erhielt er eine Nomination für den Yanick Dupré Memorial Award.
Am 23. Juli 2009 unterzeichnete Lannon einen Einjahresvertrag mit den Minnesota Wild, er wurde daraufhin für die Saison 2009/10 zu den Houston Aeros in die AHL abgeschoben. Kurz nach seinem 300. AHL-Spiel verletzte er sich jedoch. Folglich kam er in dieser Saison nur zu 27 Einsätzen, wobei er ein Tor und ein Assist erzielte.

### Sprung nach Europa
Nach Beendigung der Saison wurde Lannon von den Philadelphia Flyers ins Vorbereitungscamp vor der Saison 2010/11 eingeladen, konnte sich jedoch keinen Vertrag erkämpfen. Am 4. Dezember 2010 unterschrieb er einen Probevertrag bei den Lake Erie Monsters. Nach sieben Spielen wurde er an die Worcester Sharks weitergegeben. Doch auch für die Sharks absolvierte er auf Probe nur vier Spiele, ehe er zum ersten Mal in seiner Karriere nach Europa in die finnische SM-liiga zu KalPa Kuopio wechselte. Nach Saisonende entschied er sich den Vertrag um ein Jahr zu verlängern.
Am 20. September 2012 wurde er zu den Graz 99ers in die Österreichische Eishockey-Liga transferiert. Er verbrachte dort die Saison 2012/13 und scorte sieben Assists in 49 Spielen. Trotz der Möglichkeit zu KalPa zurückzukehren, entschied sich Lannon aufgrund einer verschleppten Rückenverletzung seine Karriere im Sommer 2013 im Alter von 30 Jahren zu beenden.

### Überraschendes Comeback
Nach einer vierjährigen Pause feierte Lannon ein überraschendes Comeback, als er am 4. Oktober 2017 einen ECHL-Vertrag mit den Worcester Railers unterzeichnete. Er begann die Saison mit den Railers für vier Spiele, ehe er am 11. November 2017 aus seinem Vertrag entlassen wurde. Lannon wurde zwei Wochen später von den Atlanta Gladiators für den Rest der Saison verpflichtet.
Lannon entschied sich danach erneut nach Übersee zu wechseln, wo er zur Saison 2018/19 bei den Milton Keynes Lightning aus der EIHL einen Einjahresvertrag unterzeichnete. Für den englischen Club absolvierte er 35 Spiele, ehe er zum finnischen Liiga-Club Vaasan Sport transferiert wurde, wo er zehn weitere Spiele bestritt.

## Erfolge und Auszeichnungen
- 2002 Whitelaw-Cup-Gewinn mit der Harvard University
- 2004 Whitelaw-Cup-Gewinn mit der Harvard University

## Karrierestatistik
(Legende zur Spielerstatistik: Sp oder GP = absolvierte Spiele; T oder G = erzielte Tore; V oder A = erzielte Assists; Pkt oder Pts = erzielte Scorerpunkte; SM oder PIM = erhaltene Strafminuten; +/− = Plus/Minus-Bilanz; PP = erzielte Überzahltore; SH = erzielte Unterzahltore; GW = erzielte Siegtore; 1 Play-downs/Relegation; Kursiv: Statistik nicht vollständig)